# Cotkytle
Cotkytle (en allemand : Zottkittl) est une commune du district d'Ústí nad Orlicí, dans la région de Pardubice, en République tchèque. Sa population s'élevait à 391 habitants en 2024.

## Géographie
Cotkytle se trouve à 9 km à l'est-nord-est de Lanškroun, à 24 km à l'est-sud-est d'Ústí nad Orlicí, à 69 km à l'est-sud-est de Pardubice et à 165 km à l'est de Prague.
La commune est limitée par Horní Heřmanice au nord, par Štíty et Drozdov à l'est, par Tatenice et Strážná au sud, et par Albrechtice et Horní Čermná à l'ouest.

## Histoire
La première mention écrite de la localité date de 1350.

## Administration
La commune se compose de quatre sections :
- Cotkytle
- Herbortice
- Janoušov
- Mezilesí

## Galerie

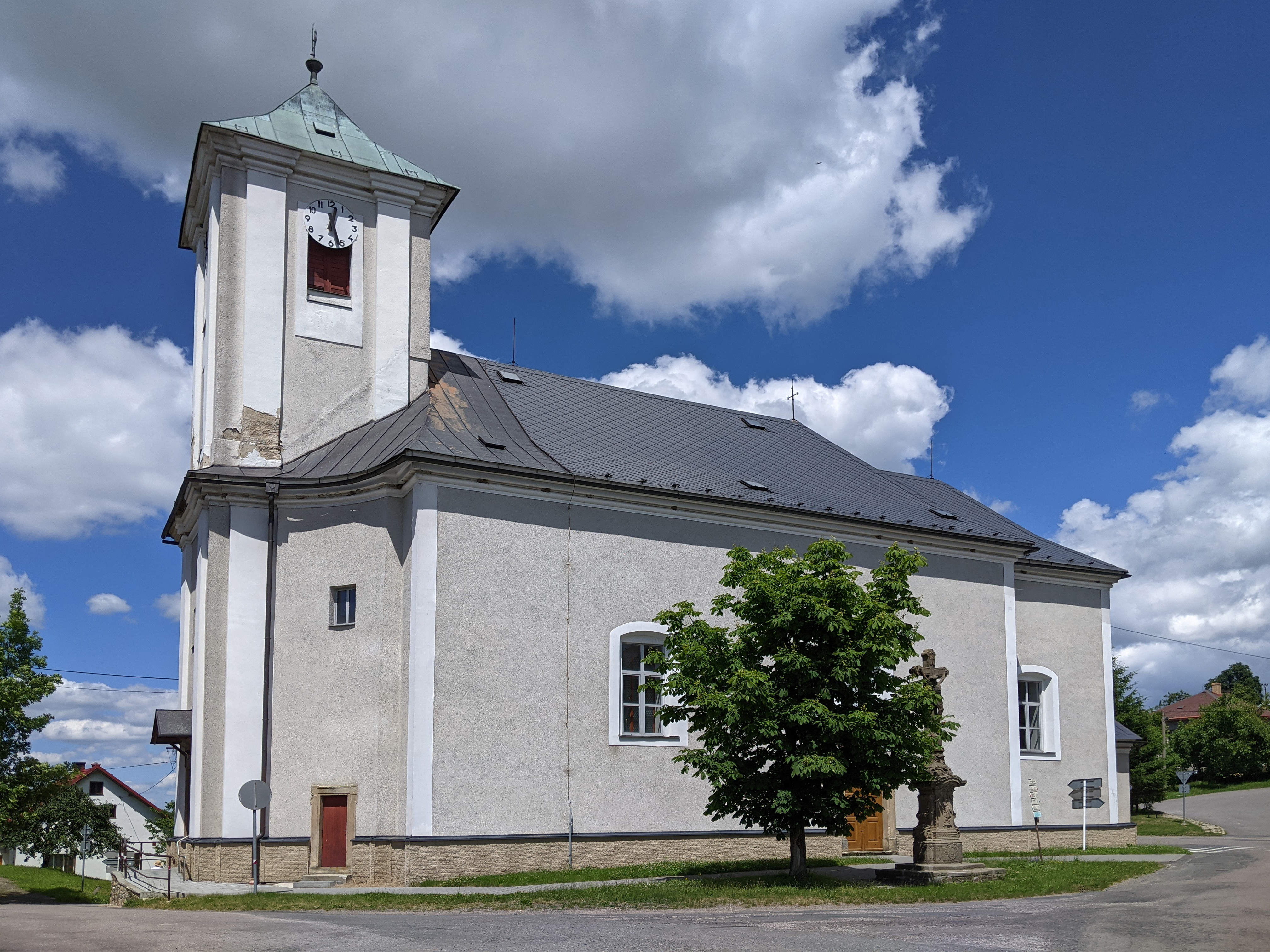
Église Saint-Jean Népomucène.
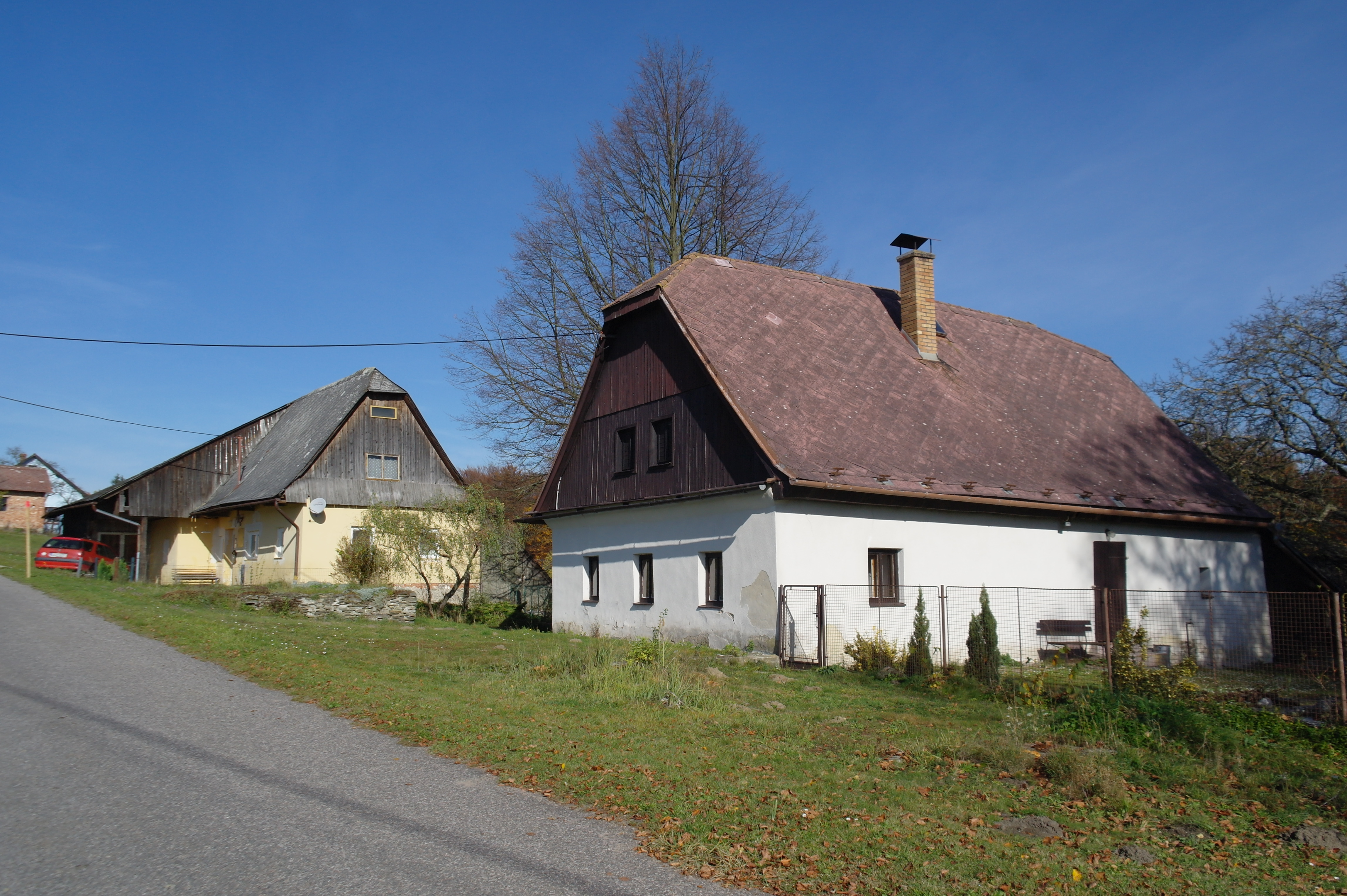
Village de Janoušov.

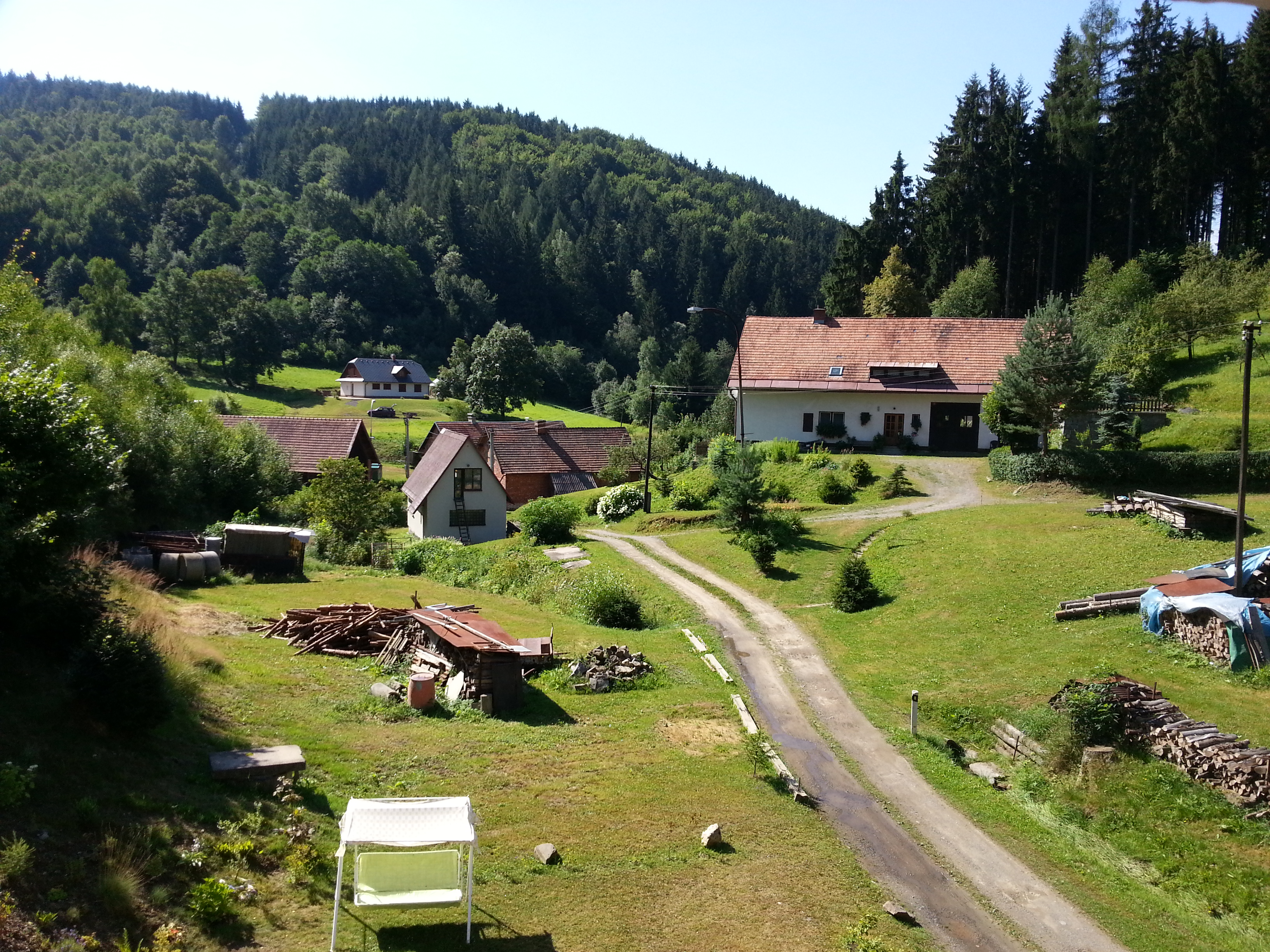
Hameau de Herbortice.
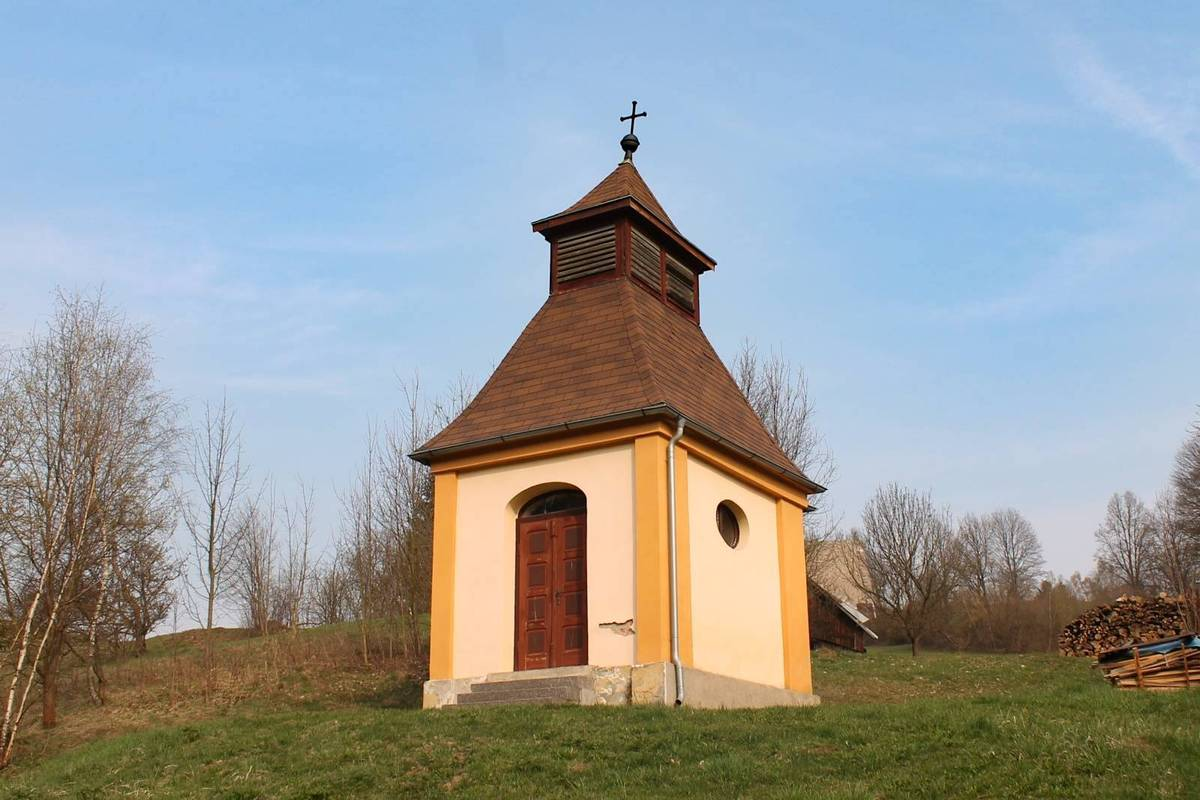
Chapelle à Herbortice.

## Transports
Par la route, Cotkytle se trouve à 14 km de Lanškroun, à 32 km d'Ústí nad Orlicí, à 89 km de Pardubice et à 202 km de Prague. 